# Partito Democratico Serbo (Bosnia ed Erzegovina)
Il Partito Democratico Serbo (in serbo Српска демократска странка, СДС?, Srpska demokratska stranka, SDS) è un partito politico della Bosnia ed Erzegovina.

## Ideologia
SDS è un partito espressione della comunità serba di Bosnia ed Erzegovina, presente nella regione denominata Republika Srpska. La Bosnia ed Erzegovina, infatti, è divisa territorialmente in due Comunità, la Repubblica Srpska e la Federazione di Bosnia ed Erzegovina, abitata prevalentemente da bosniaci musulmani e da bosniaco-croati, e in un Distretto, quello di Brčko.

## Storia
SDS ottenne alle politiche del 1990, il 23,5% dei voti ed elesse 34 seggi, quando il Parlamento era ancora composto da 130 seggi, divenendo il secondo partito dopo lo SDA, nazionalisti bosniaci.
Dopo la guerra civile (1996), seguita allo sfaldamento della Jugoslavia, SDS mantenne i propri consensi (24,1%) ed elesse 9 deputati. Il nuovo Parlamento contava 42 seggi. Le politiche del 2000 furono caratterizzate da una elevata presenza di partiti, SDS calò al 17,8% dei voti, eleggendo 6 deputati, venendo superato, oltre che dallo SDA, anche da SDP.
Nel 2002, pur essendo entrato a far parte del nuovo governo, SDS scese al 15,5% dei voti ed elesse 5 deputati. Il calo fu dovuto anche alla presenza del Partito Radicale Serbo, anch'esso nazionalista, che ottenne il 2,2% dei voti, sottratti in buona parte a SDS.
Alle politiche del 2006, SDS ha sostanzialmente dimezzato i propri voti, scendendo al 7,7%. I nazionalisti serbi sono, così, passati dal secondo posto al quinto, venendo superati, oltre che dallo SDA, anche dal SNSD, divenuto primo partito, SBiH, SDP.
A differenza degli altri partiti conservatori nazionalisti (HDZ, SDA), SDS non è né membro né osservatore presso il Partito Popolare Europeo. La matrice marcatamente filo-cristiana non ha stemperato le critiche che i conservatori e democristiani europei hanno rivolto a SDS per il ruolo svolto al suo interno da criminali di guerra come Radovan Karadžić. Il PPE, infatti, in luogo di SDS, ha accolto fra le proprie file il Partito del Progresso Democratico, anch'esso conservatore e serbo. Gli USA, del resto, hanno vietato qualsiasi tipo di finanziamento diretto a SDS.
Alle elezioni generali del 2010 SDS alla Camera dei Rappresentanti nella circoscrizione per la Repubblica Serba ottiene il 22,2% e 4 seggi. Alle elezioni per l'Assemblea Nazionale della Repubblica Serba SDS conquista il 19,0% e 18 seggi. Alle elezioni presidenziali nella Repubblica Serba il candidato di SDS Ognjen Tadić ha ricevuto il 35,9% venendo battuto dal socialdemocratico indipendente Milorad Dodik. Alle elezioni per il membro serbo della presidenza SDS ha appoggiato il candidato del PDP Mladen Ivanić anch'egli battuto da Nebojša Radmanović. SDS si è trovata all'opposizione del governo della Repubblica Serba di Aleksandar Džombić, mentre partecipa con un ministro Mirko Šarović al governo bosniaco di Vjekoslav Bevanda.
Alle elezioni generali del 2014 SDS entra a far parte dell'Alleanza per i Cambiamenti insieme a PDP, NDP e altri partiti minori del centrodestra. Alla Camera dei Rappresentanti nella circoscrizione per la Repubblica Serba ottiene il 32,7% e 5 seggi. Alle elezioni per l'Assemblea Nazionale della Repubblica Serba SDS conquista il 26,3% e 21 seggi. 
Alle elezioni presidenziali nella Repubblica Serba il candidato di SDS Ognjen Tadić appoggiato da tutta l'Alleanza ha ricevuto il 44,3% venendo sconfitto di poco dall presidente uscente Dodik. Alle elezioni per il membro serbo della presidenza SDS ha nuovamente appoggiato il candidato del PDP Mladen Ivanić che invece è riuscito a vincere.
SDS si è trovata nuovamente all'opposizione del governo della Repubblica Serba di Željka Cvijanović, mentre insieme ai partiti dell'Alleanza è entrata nel governo bosniaco di Denis Zvizdić insieme a SDA, HDZ e DF.

## Presidenti del Partito
- Radovan Karadžić (12 luglio 1990 - 19 luglio 1996)
- Aleksa Buha (19 luglio 1996 - 1º luglio 1998)
- Dragan Kalinić (1º luglio 1998 - 20 luglio 2004)
- Dragan Čavić (20 luglio 2004 - 15 dicembre 2006)
- Mladen Bosić (15 dicembre 2006 - 8 ottobre 2016)
- Vukota Govedarica (14 ottobre 2016 - 30 giugno 2019)
- Mirko Šarović (30 giugno 2019 - 12 novembre 2022)
- Milan Miličević (12 novembre 2022 - in carica)